# Guilherme Murray
Guilherme Forman Murray (São Paulo, 5 de junho de 2002) é um esgrimista brasileiro.
Praticante da esgrima de florete desde 2010 no Club Athletico Paulistano, é campeão brasileiro e sul-americano infantil da categoria e ao representar o país no Campeonato Pan-americano Infantil em Aruba, em 2014, protagonizou um dos raros momentos do desporto mundial. Nas oitavas de final desta competição alertou o árbitro sobre um erro em sua pontuação, pois acusou que o ponto que lhe foi dado, realmente não ocorreu, e ao final da disputa foi eliminado pela falta desta mesma pontuação.
Seu gesto foi reconhecido pelo "Comitê Internacional para o Fair Play" (International Fair Play Committee) e esta instituição, ligada ao Comité Olímpico Internacional, concedeu ao esgrimista o Diploma Mundial de Fair Play na categoria juventude. Honraria semelhante foi entregue a Rodrigo Pessoa em 2010.
Guilherme Murray é seis vezes campeão brasileiro de esgrima. Várias vezes campeão paulista. Possui cinco medalhas sulamericanas. Obteve a medalha de bronze no florete, nos Jogos Odesur da Juventude, ocorridos em Santiago, Chile, em 2.017.Já representou o Brasil em diversas competições internacionais, incluindo quatro campeonatos mundiais.
Foi um dos condutores da Tocha Olímpica nos Jogos Olímpicos de 2.016, realizados no Rio de Janeiro.
Guilherme Murray é oriundo de uma família de atletas. Seu bisavô é o Major Sylvio de Magalhães Padilha, renomado atleta e dirigente olímpico brasileiro, finalista olímpico nos Jogos Olímpicos de Berlim, em 1.936, nos 400 metros com barreiras. Padilha foi também presidente do Comitê Olímpico Brasileiro, Organização Desportiva Panamericana (atual PanAm Sports), membro e vice-presidente do Comitê Olímpico Internacional. 